# Zhuang Yunkuan
Zhuang Yunkuan, en chino simplificado 莊蘊寬, (Changzhou, 1867; ibídem, 1932) fue un político durante la dinastía Qing y durante la República de China, pintor y calígrafo, famoso y reconocido por su poesía.

## Trayectoria
Zhuang Yunkuan nació el 28 de noviembre en el quinto año de Tongzhi en la dinastía Qing (3 de enero de 1867), y en el decimoséptimo año de Guangxu (1891), el tributo adjunto de Xinmaoke. En sus primeros años, estudió en la academia Jiangyin Nanjing, viajó para conocer el estado y regresó a Guangxi, fue magistrado del condado de Pingnan, Guangxi, en el periodo de Tongzhi y magistrado de la prefectura de Sicheng. En el año 30 de Guangxu (1904), trabajó en la oficina general de la academia de Guangxi Wubei (predecesora de la Academia Militar de Whampoa) y como prefecto de la prefectura de Wuzhou. En el año 32 de Guangxu (1906), trabajó como supervisor de Zhennanguan. Al año siguiente, Zhuang Yunkuan acompañó a la delegación de la corte Qing a Japón para participar en la ceremonia de coronación del emperador. Durante sus dos visitas a Japón, Zhuang Yunkuan tuvo amplios contactos con personas de la Alianza China y reclutó a varios grupos de estudiantes de la academia militar que estudiaban en Japón para servir en la Academia Militar de Guangxi y en la Guardia Fronteriza de Guangxi.
El 14 de octubre de 1911, en el tercer año del reinado de Xuantong (4 de diciembre de 1911), los gobernadores de Jiangsu, Zhejiang y Shanghái organizaron el gobierno en la reunión de Shanghái y usaron la bandera de cinco colores como bandera nacional. Zhuang Yunkuan, Cheng Dequan, Song Jiaoren, Chen Qimei y Zhao Fengchang apoyaron el uso de la bandera de cinco colores. Después de la fundación de la República de China, Zhuang Yunkuan fue vicegobernador de Jiangsu y supervisor del puerto comercial de Pukou.
En 1914, trabajó en el gabinete de Xiong Xiling, Pingzheng Yuan, en el epartamento de Suzheng, y en el departamento de historia de Duzheng, miembro del consejo judicial, recibió la condecoración Shaoqing, y los tres honores del Jiahe Zhang. Al año siguiente, proclamación del Imperio chino (1915-1916), Zhuang Yunkuan expresó su oposición y convocó una reunión de la historia de Suzheng para solicitar a Yuan Shikai que "aboliera rápidamente la monarquía para calmar los corazones de la gente". Desde abril del quinto año de la República de China (1916) hasta febrero del decimosexto año de la República de China (1927), fue presidente del Tribunal de Cuentas.
El 20 de diciembre, el año 13 de la República de China (25 de enero de 1924), se estableció el comité de consecuencias de la Dinastía Qing, con Zhuang Yunkuan como miembro. Al año siguiente, el 10 de octubre, se estableció el Museo del Palacio. Zhuang Yunkuan fue honrado como presidente de la ceremonia y presidió la ceremonia de apertura en el Palacio Qianqing. En el mismo año, fue director del Museo del Palacio y director de la biblioteca del Museo del Palacio. En el decimoquinto año de la República de China (1926), Lu Yongxiang fue mantenedor del Museo del Palacio. Más tarde, el Museo del Palacio estableció un comité de mantenimiento, con Jiang Han como presidente y Zhuang Yunkuan y Wang Chonghui como vicepresidentes. Después de que el Gobierno Nacional de la República de China se hizo cargo del Museo del Palacio, Zhuang Yunkuan una vez más fue director de la biblioteca del Museo del Palacio.

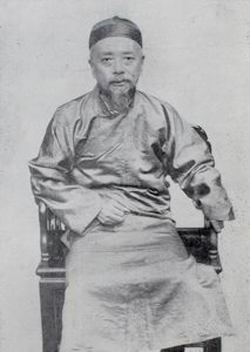
Zhuang Yunkuan

En el año 18 de la República de China (1929), se estableció el comité de compilación del periodo Tongzhi de Jiangsu con Zhuang Yunkuan como editor jefe y Zhang Xiangwen, Chen Qubing, Jin Ji y Liu Yizheng como editores ejecutivos
El decimoquinto día del primer mes lunar del vigésimo primer año de la República de China (2 de marzo de 1932) Zhuang Yunkuan murió de una enfermedad en su ciudad natal Wujin a la edad de 67 años.

## Familia

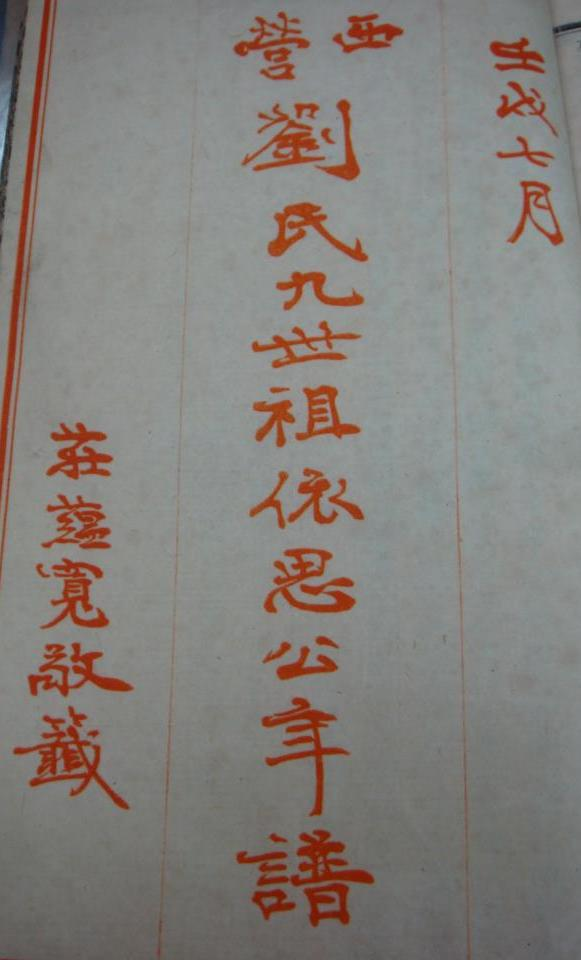
La inscripción de la genealogía de Wujin Liu, con quien estuvo casada

- La hermana mayor, Zhuang Huan, es la esposa de Wu Zhiying.[7]